# Уэбб, Александр Рассел
Мухаммед Александр Рассел Уэбб — американский писатель, издатель; консул США на Филиппинах. Родился 9 ноября 1846 года в Хадсоне (Нью-Йорк) и умер 1 октября 1916 года в Резерфорде (Нью-Джерси).
Принял ислам в 1888 году. По мнению историков, он является одним из ранних и видных англо-американских мусульман. В 1893 году он был единственным человеком, кто представлял ислам на первой ассамблее религий мира.

## Молодость и образование
Его отец, Александр Нельсон Уэбб, был ведущим журналистом своего времени, и, возможно, попал под влияние более поздних журналистских подвигов сына.
Уэбб получил своё раннее образование в родной школе города Глендейл, штат Массачусетс, а затем продолжил учёбу в колледже «Claverack», и в расширенной школе, которая находилась близ Хадсона, Нью-Йорк. Он стал редактором республиканской газеты «Unionville» в Unionville, штат Миссури. Его мастерство журналиста проявилось очень скоро, и он был приглашён для работы в редакцию святого Иосифа в Санкт-Джозефе, штат Миссури. Затем он стал помощником редактора «Morning Journal» в Миссури. Позднее он стал помощником редактора республиканской газеты в Сент-Луисе. В то время эта газета была второй старейшей и крупнейшей ежедневной газетой.

## Консул Филиппин
В сентябре 1887 года, президент США Кливленд назначил его консульским представителем США на Филиппинах. Главный офис консульского представительства США находится в Маниле. По словам редактора его книги «Три лекции», он предложил концепцию религии, по крайней мере, за 15 лет до этого момента.
В 1887 году Уэбб ознакомился с религиозными произведениями основателя движения Ахмадийя Мирзы Гулама Ахмада из Кадиана. Уэбб написал два письма Мирзе Гуламу Ахмаду. В них была выражена явная симпатия Уэбба к исламу. Эти письма были опубликованы в книге Мирзы Гулама Ахмада «Шахе хак» страницы 372 и 439.
В то время он ещё не встречал мусульман. Несколько индийских мусульман из числа бизнесменов были первыми, с кем он познакомился. Издатель газеты «Бадруддин» Абдулла Кура из Бомбея, опубликовал несколько писем Уэбба в своей работе. Местный бизнесмен, Хаджи Абдулла араб, последователь Мирзы Гулама Ахмада, видел эти письма. Он отправился в Манилу, чтобы увидеть Уэбба. В 1888 году Александр Рассел Уэбб официально объявил себя мусульманином.

## Путешествие по мусульманскому миру
После этой встречи Уэбб начал строить планы для путешествия в Индию. Он хотел вернуться в США для того, чтобы распространять ислам. Жена Уэбба, Элла Г. Уэбб, и их трое детей, к этому времени, тоже приняли ислам. Хаджи Абдулла вернулся в Индию, чтобы найти средства для тура Уэбба. Уэбб посетил Пуну, Бомбей, Калькутту, Хайдарабад, и Мадрас. Он выступал с речью в каждом городе. В 1892 году он отправился в Египет и Турцию, чтобы продолжить изучение ислама. В 1893 году, находясь в Стамбуле, он подал в отставку со своего поста в государственном департаменте и вернулся в Америку.

## Поздняя жизнь
Поселившись в Нью-Йорке, он создал восточную издательскую компанию № 1122 на Верхнем Бродвее. Эта компания публиковала его сочинения (в том числе его статьи об исламе в Америке), такие как:
Ислам в Америке — содержится 70 страниц, разделенных на восемь глав:
1. Почему я стал мусульманином
2. Очерк исламской веры
3. Пять столпов ислама
4. Ислам в его философских аспектах
5. Многоженство и паранджа
6. Опровержение популярных ошибок
7. Мусульманские оборонительные войны
8. Американская пропаганда ислама

Наряду с этим предприятием он создал журнал американских мусульман под названием «Мусульманский мир». Первый его выпуск появился 12 мая 1893. Он был посвящён интересам американской пропаганды ислама и распространения его света в Америке". Это продолжалось в течение семи месяцев (с мая по ноябрь 1893 г.).
В декабре 1893 года, Джон А. Лэнт и Эмин Л. Набаков отделились от движения Уэбба. Они построили магазин на «Юнион сквер» и сформировали первое общество по изучению ислама.
В 1893 году, Уэбб был главным представителем ислама на всемирной ассамблее религий в Чикаго. 20 и 21 сентября 1893 года, он произнёс две речи. Его выступления были следующими: Влияние социальных условий и Дух Ислама. Они были опубликованы в двух крупных объёмных отчётах ассамблеи, которая была названа первой ассамблеей мировых религий (1894).
Всю остальную часть своей жизни он был главным представителем ислама в Америке. Многие из самых выдающихся мыслителей Америки, в том числе и Марк Твен, слышали его речи относительно исламской веры.
Он построил мечеть на Бродвее в Манхэттене. Причины прекращения функционирования этой мечети неизвестны. Вполне возможно, что это произошло по причине отсутствия финансовой поддержки со стороны Индии. На протяжении всей своей жизни в Америке, он основывал кружки в Чикаго, Вашингтоне, Нью-Йорке, Манхэттене, Канзас-Сити, Филадельфии, Питсбурге и Кливленде. Они были названы Мекканским кружком, Кораническим кружком, кружком Капитала № 4 и т. д. В этих кружках, помимо ислама, также изучались произведения Уэбба. Последняя встреча была в 1943 году в Манхэттене. В ней принимала участие и его дочь Аливия.
Он также известен, как автор двух буклетов о геноциде армян с мусульманской точки зрения: Армянские Проблемы и несколько фактов о Турции под властью Абдул Хамида II. Султан Абдул Хамид II назначил его почётным консулом Турции в Нью-Йорке. Султану были представлены планы Уэбба относительно мусульманского кладбища и мечети. Он хвалил Уэбба за них. Тем не менее, эти планы не материализовались.
С 1898 года, до времени его смерти 1 октября 1916 года, в возрасте 69, он жил в Резерфорде, Нью-Джерси. Он был владельцем и редактором издательского дома «Резерфорд таймс». Он был похоронен на кладбище «Hillside», Lyndhurst, на окраине Резерфорда.